# Johan Kinde
Johan Georg Kinde, född 15 maj 1963 i Österåker, Stockholms län, är en svensk sångare, låtskrivare och författare.

## Biografi
Johan Kinde föddes 1963 i Österåker. Han växte upp i Åkersberga och fick tidigt ett starkt intresse för musik och läste även mycket böcker. I de tidiga tonåren blev han punkare och var en tid mobbad i skolan för sin stil.
I slutet av 1970-talet blev Kinde medlem i new wave-bandet Lustans Lakejer och blev senare gruppens ledare. Han skrev låtar som bland annat anspelade på film- och boktitlar. Lustans Lakejer bytte ofta medlemmar och Kinde kom att vara den enda ständige medlemmen i gruppen, som upplöstes 1986. Johan Kinde fortsatte som soloartist och gav ut två soloalbum i en soulpopstil lik den som präglat Lustans Lakejers bägge sista album. Han fick hitlåtar med Bakom din rygg (1988) och Valona (1990).
Trots att soloalbumen sålde bra blev emellertid Kinde tveksam till att fortsätta göra kommersiell, hitbetonad musik och solokarriären kom av sig. Han spelade från 1993 åter live under namnet Lustans Lakejer och har från och med 1998 utgett nya skivor med gruppen. Han har även skrivit låtar åt flera andra artister, bland andra Alcazar, Christer Sandelin och Orup.
Johan Kinde deltog med Lustans Lakejer i Melodifestivalen 2007 med låten "Allt vi en gång trodde på".
År 2008 debuterade Johan Kinde som författare med romanen Någon sorts extas. 2014 utkom självbiografin Passera denna natt.
År 2016 kom Johan Kindes första album i eget namn på 26 år, Ett halvt sekel av sex. Albumet finansierades av crowdfunding. Musikaliskt hämtades inspiration från fransk chanson, tango, visor och jazz med en akustisk ljudbild. Albumet innehåller både nya låtar samt nyinspelningar av några av Kindes mest populära kompositioner, som Begärets dunkla mål från Lustans Lakejers första album och Diamanter.

## Diskografi

### Album
- Johan Kinde (1989), producerad av Johan Ekelund från Ratata
- Valona (1990), producerad och balanserad av Johan Ekelund från Ratata
- Guldkorn (samlings-CD) (2001)
- Ett halvt sekel av sex (2016)

### Singlar
- (Det är) Ingen hemlighet (1988)
- Bakom din rygg / En krog utan namn (1988)
- Hon dansade en sommar / Till hälften desperado (1989)
- (Jag känner igen mina egna) Lögner (1989)
- Valona / När en gång är ingen (är hundra inte nog) (1990)
- Allt du någonsin drömt om / Allt kommer till den som väntar (1990)
- Telefonsvarare / Hon var lika vacker (som jag var ung) (1991)